# Monti Udzungwa
I Monti Udzungwa sono una catena montuosa della Tanzania, situata a sudest di Dodoma. Appartengono ai Monti dell'Arco Orientale. Raggiungono quota 2579 m (Luhombero). L'ambiente naturale, alle diverse altitudini, comprende numerosi tipi di habitat, inclusi foresta tropicale, foresta montana, prateria e steppa. La fauna comprende numerose specie endemiche (oltre il 25% dei vertebrati).
Il 10% territorio dei monti Udzungwa è suddiviso in due aree naturali protette, il Parco nazionale dei monti Udzungwa e la Riserva forestale Udzungwa Scarp.